# Non è mai troppo tardi (singolo)
Non è mai troppo tardi è un singolo del cantautore italiano Federico Rossi, pubblicato il 2 luglio 2021.

## Classifiche
| Classifica (2021) | Posizione massima |
| ----------------- | ----------------- |
| Italia            | 30                |